# 劉滬 (宋朝)
劉滬（?—1047年），字子浚，保州保寨（今河北保定）人。北宋軍事人物。
祖父刘审琦，曾任虎牢关使，在討伐李重进时战死。刘沪是劉文質二子，生性“深沉寡言”，有謀略。以荫补三班奉职，累迁右侍禁。宋仁宗康定末年（1040年）出任瓦亭寨（今固原瓦亭）钤辖，代理静边寨主（今隆德桃园乡境）。庆历元年（1041年），宋军败於好水川（今隆德好水），全军覆没，夏人长驱直入，沿边城堡关闭，居民多遭掠夺。唯独刘沪开门招纳难民。庆历三年（1043年），劉滬至水洛，派人与寨主铎厮那会谈，勸其归顺。铎厮那假意答應，当刘沪领兵接收时，突然变卦，包围刘沪部队，夜纵火呼啸。劉滬臨危不亂，從容指軍，一舉擊潰亂軍。後與著作郎董士廉筑城。不久郑戬被免职，继任的泾原路钤辖尹洙下令放棄築城之舉。劉滬拒絕，尹洙命张忠“往代之，又不受”。尹洙派狄青将刘、董二人逮捕，关入德顺狱。結果羌氐族人发动暴乱。欧阳修连上两道奏章《论水洛城事宜乞保全刘沪等札子》和《再论札子》，为刘沪辩冤，力主恢复筑城。不久，刘沪頭部溃疡而卒，死后，“居人遮道号泣，请留葬水洛，立祠城隅，岁时祀之。”徽宗赐庙额为“忠勇”，敕封刘沪为“忠烈侯”。著有《备边机要》。